# Α-Metylotryptamina
α-Metylotryptamina (AMT) – organiczny związek chemiczny, psychodeliczna substancja psychoaktywna z rodziny tryptamin.
Zgodnie z TiHKAL dawkowanie AMT waha się w przedziale 15–30 mg, a czas działania wynosi 12 do 16 godzin. W latach 60. XX wieku substancja ta sprzedawana była w ZSRR jako lek przeciwdepresyjny pod nazwą Indopan, w tabletkach po 5 i 10 mg. Podobnie jak wiele innych tryptamin, wyższe dawki AMT mogą wykazywać działanie psychoaktywne (pobudzenie, poprawienie nastroju, efekty wizualne, zmiany percepcyjne), które mogą się utrzymywać nawet do 24 godzin. α-Metylotryptamina jest również słabym inhibitorem MAO. AMT wykazuje silne działanie stymulujące, może to być spowodowane podobieństwem strukturalnym do amfetaminy. W USA AMT zostało w 2003 roku wpisane na listę nielegalnych substancji psychoaktywnych (Controlled Substances Act) razem z pokrewnym 5-MeO-DIPT.